# Aidemona
Aidemona is een geslacht van rechtvleugeligen uit de familie veldsprinkhanen (Acrididae). De wetenschappelijke naam van dit geslacht is voor het eerst geldig gepubliceerd in 1893 door Brunner von Wattenwyl.

## Soorten
Het geslacht Aidemona omvat de volgende soorten:
- Aidemona alticola Roberts, 1947
- Aidemona amrami Roberts, 1947
- Aidemona azteca Saussure, 1861
- Aidemona scarlata Cigliano & Otte, 2003
- Aidemona sonorae Roberts, 1947